# قاعدة الوطية الجوية
قاعدة الوطية الجوية أو قاعدة عقبة بن نافع الجوية، وهي قاعدة عسكرية جوية، وتعتبر أهم قاعدة إستراتيجية في غرب ليبيا.وتُعد القاعدة العسكرية الوحيدة في ليبيا التي لاعلاقة للطيران المدني بها، بخلاف أغلب المطارات الأخرى في البلاد التي تستخدم كمطارات مدنية ولكنها ذات تأسيس عسكري في الأصل .
تقع جنوب مدينة العجيلات وتابعة إدارياً لمدينة الجميل في غرب البلاد كما انها لا تبعد عن الحدود التونسية سوى 27 كيلومتر (13 ميل) وعن مطار طرابلس الدولي 75 كيلومتر.
ويبعد عن مدينة طرابلس 170 كيلومتر، كما يمتد على مساحة 10 كيلومترات .وتحتوي على أنواع مختلفة من طائرات الميغ 21 و23 إلى جانب مروحيات مي 35 الهجومية
قبل ثورة 17 فبراير، كانت مركز عمليات لاسطول مقاتلات الميراج . وحالياً تضم غرفة عمليات تابعة للجيش الليبي منذ 2014  

## التأسيس والمواصفات
أنشئت القاعدة عام 1942 عقب الوصاية الدولية الثلاثية بين بريطانيا فرنسا الولايات المتحدة الأمريكية على ليبيا إبان الاستعمار الإيطالي.  تعتبر ذات بنية عسكرية كبيرة تسمح لاستيعاب وايواء 7 الأف عسكري . تم بناء القاعدة على أساس تحصينات التضاريس الجغرافية بالإضافة إلى إنشاء تحصينات خارجية.

## عقب ثورة 17 فبراير
عقب إندلاع الثورة الليبية 17 فبراير 2011 وبدء المعارك بين الجيش الوطني الليبي وقوات القذافي، ففي 17 أغسطس بدأت معارك في المنطقة الغربية وسيطر الجيش الليبي على أغلب مناطق الغرب الليبي بما فيها قاعدة الوطية الجوية  كما تعرضت القاعدة لقصف مكثف من حلف شمال الأطلسي (حلف الناتو) عام 2011 ولحقت بها أضرار بالطائرات ومستودعات الذخيرة آن ذاك.
في أواخر عام 2014 بدأت المناوشات بين قوات فجر ليبيا والجيش الليبي المسيطرة على القاعدة العسكرية، واستطاعت قوات فجر ليبيا السيطرة على القاعدة في البداية ولكنها انسحبت نتيجة لكثافة النيران من قبائل ورشفانة الموالية للجيش الليبي.
تقع حاليا القاعدة تحت سيطرة القوات التابعة للمشير خليفة حفتر، حيث تتجدد المناوشات والقصف المتبادل حولها بين قوات حفتر وقوات حكومة الوفاق من حين إلى حين.
في 18 مايو 2020، أصبحت القاعدة تحت سيطرة قوات حكومة الوفاق الوطني الليبية بعد انتزاعها من قوات خليفة حفتر.

## وصلات داخلية
حرب الجبل الغربي 2011

## وصلات خارجية
- Okba Ibn Nafa -Poilt Nav

- Okba Ibn Nafa Air Base,Libya - GeoNames

- HL77 | | Okba-Ibn-Nafa-Air-Base-Jet Reques